# Ambolodia Sud
Ambolodia Sud is een plaats en commune in het westen van Madagaskar, behorend tot het district Besalampy, dat gelegen is in de regio Melaky. Tijdens een volkstelling in 2001 telde de plaats 2.000 inwoners.
De plaats biedt enkel lager onderwijs aan. 90% van de bevolking werkt als landbouwer en 10% houdt zich bezig met veeteelt. Het belangrijkste landbouwproduct is raffia; andere belangrijke producten zijn maniok en rijst.